# 落合恭兵
落合 恭兵（おちあい きょうへい、1984年9月10日 - ）は、三重県出身のバスケットボール選手である。ポジションはフォワード/センター。

## 来歴
四日市工業高校を卒業後、アイシン・エィ・ダブリュ アレイオンズ安城に入団。

## 経歴
- 橋北中学校 - 四日市工業高校 - アイシン・エィ・ダブリュ アレイオンズ安城